# Rio Sucunduri
Rio Sucunduri är ett vattendrag i Brasilien. Det ligger i den centrala delen av landet, 1 700 km nordväst om huvudstaden Brasília.
I omgivningarna runt Rio Sucunduri växer i huvudsak städsegrön lövskog. Trakten runt Rio Sucunduri är nära nog obefolkad, med mindre än två invånare per kvadratkilometer.